# Coral Harbour
Pour les articles homonymes, voir Salliq.
Coral Harbour ou bien Salliq (ᓴᓪᓕᖅ) ou Salliit (ᓴᓪᓖᑦ) en inuktitut est une petite communauté inuite situé sur l'île Southampton dans la région de Kivalliq au Nunavut (Canada). La communauté est située à tête de la baie South au nord de la baie d'Hudson. Coral Harbour est la seule communauté du Nunavut qui n'applique pas l'heure d'été en demeurant dans le fuseau horaire de l'heure de l'Est à longueur d'année.

## Toponymie
Son nom de Coral Habour vient de la présence de coraux fossilisés (coral en anglais) dans les eaux près de la communauté. Le nom inuktitut Salliq est parfois utilisé pour parler de l'ensemble de l'île de Southampton. Le pluriel Salliit signifie « grande île plane en face de la terre ferme »,,.

## Géographie

Localisation de l'île Southampton

Coral Harbour est la seule communauté de l'île Southampton située dans la baie d'Hudson. La communauté est située à la tête de la baie South dans l'Est de l'île. Elle fait partie de la région Kivalliq du territoire du Nunavut.

### Climat
| Mois                                  | jan.       | fév.       | mars       | avril      | mai        | juin       | jui.      | août      | sep.       | oct.       | nov.       | déc.       | année           |
| ------------------------------------- | ---------- | ---------- | ---------- | ---------- | ---------- | ---------- | --------- | --------- | ---------- | ---------- | ---------- | ---------- | --------------- |
| Température minimale moyenne (°C)     | −33,7      | −33,9      | −29,9      | −21,1      | −10,5      | −0,3       | 5,3       | 3,6       | −1,2       | −9,1       | −20,3      | −28,6      | −15             |
| Température moyenne (°C)              | −29,6      | −29,7      | −25,2      | −16,1      | −6,7       | 3,1        | 10        | 7,7       | 1,7        | −6,1       | −16,1      | −24,4      | −10             |
| Température maximale moyenne (°C)     | −25,5      | −25,5      | −20,4      | −10,9      | −2,9       | 6,4        | 14,7      | 11,7      | 4,6        | −3         | −11,9      | −20,1      | −6,9            |
| Record de froid (°C) date du record   | −52,8 1975 | −51,4 1990 | −49,4 1964 | −39,4 1957 | −31,1 1974 | −15,6 1972 | −1,1 1946 | −3,3 1949 | −17,2 1974 | −34,4 1965 | −40,6 1964 | −48,9 1934 | −52,8 17/1/1975 |
| Record de chaleur (°C) date du record | −0,6 1959  | −1,1 1947  | 0 1980     | 5 1975     | 9,4 1974   | 23,3 1973  | 28 2001   | 26,1 1948 | 18,5 1996  | 7,6 1977   | 4 2010     | 3,4 2010   | 28 28/7/2001    |
| Ensoleillement (h)                    | 37,9       | 112,1      | 187,4      | 240,2      | 239,9      | 262,2      | 312,3     | 220,4     | 109,8      | 70,8       | 47,9       | 18,8       | 1 859,7         |
| Précipitations (mm)                   | 9,5        | 7          | 11,2       | 18,2       | 19         | 27,6       | 34,1      | 59,4      | 45,4       | 33,8       | 22,9       | 14,8       | 302,9           |
| dont neige (cm)                       | 9,6        | 7,1        | 11,3       | 18,2       | 14,9       | 6,9        | 0         | 0,6       | 8,6        | 26,7       | 22,9       | 14,8       | 141,6           |
| Nombre de jours avec précipitations   | 8,5        | 6,7        | 9          | 9,5        | 10,4       | 9,6        | 9,6       | 12,6      | 11,2       | 14,6       | 13         | 10,4       | 125,1           |
| Humidité relative (%)                 | 64,9       | 64,2       | 67,5       | 73,8       | 80,3       | 73,9       | 63,1      | 68,9      | 75,6       | 84,8       | 77,6       | 69,7       | 72              |
| Nombre de jours avec neige            | 8,6        | 6,6        | 9          | 9,5        | 9,4        | 3,3        | 0         | 0,3       | 4,3        | 13,1       | 12,9       | 10,4       | 87,3            |

| Diagramme climatique                                  |             |                |                |             |             |             |             |             |            |                |                |
| J                                                     | F           | M              | A              | M           | J           | J           | A           | S           | O          | N              | D              |
| −25,5−33,79,5                                         | −25,5−33,97 | −20,4−29,911,2 | −10,9−21,118,2 | −2,9−10,519 | 6,4−0,327,6 | 14,75,334,1 | 11,73,659,4 | 4,6−1,245,4 | −3−9,133,8 | −11,9−20,322,9 | −20,1−28,614,8 |
| Moyennes : • Temp. maxi et mini °C • Précipitation mm |             |                |                |             |             |             |             |             |            |                |                |

## Histoire
Les Sadlermiuts, les habitants de Salliq, occupaient autrefois la région. Ils sont les derniers représentants de la culture de Dorset, une culture pré-inuite, appelés Tuniit. Ils se sont éteints officiellement en 1902-03 après qu'une maladie occidentale eut décimé tous les Sallirmiut dans l'espace de quelques semaines. Cependant, il est aussi cru que les Sadlermiuts seraient en fait des descendants de la culture de Thulé, mais qui se seraient développés idiosyncratiquement de la culture de Thulé continentale. Une troisième théorie indique que les Sadlermiuts n'appartiendraient pas nécessairement à l'une ou l'autre des deux groupes culturels, mais que, à cause des mariages interculturels, leurs racines seraient plutôt issues en parties des deux cultures, Dorset et Thulé,.
Au début du XXe siècle, la région fut repeuplée par les Aivilingmiuts (ou Aivilik) dont le nom fut plus tard utilisé pour le nom du district électoral de Aivilik provenant des régions de Repulse Bay et de Chesterfield Inlet. Ces derniers furent influencés par le capitaine George Comer, un baleinier, pour cette repopulation. 25 ans plus tard, des habitants de l'île de Baffin arrivèrent.

## Démographie
Selon le recensement de 2006 de Statistiques Canada, la population de Coral Harbour est de 769 habitants. Ce qui correspond à une croissance démographique de 8 % par rapport à la population de 2001.
| 2001 | 2006 | 2011 | 2016 |
| ---- | ---- | ---- | ---- |
| 712  | 769  | 834  | 891  |

## Transports
Le seul moyen de rejoindre la communauté de Coral Harbour est par avion à l'aéroport de Coral Harbour. Les moyens de transports principaux sur l'île qui est environ de la même taille que la Suisse sont la motoneige et le traîneau à chien durant la saison hivernale et le VTT durant la saison estivale.

## Faune
Malgré le climat difficile, il y a une diversité de vie sauvage autour de l'île. Parmi les espèces présentes, on retrouve le morse, l'ours polaire, le caribou de la toundra, le phoque annelé, le faucon gerfaut et le faucon pèlerin.